# Andrzej Krzysztof Wróblewski
Andrzej Krzysztof Wróblewski właśc. Andrzej Krzysztof Fejgin (ur. 2 lipca 1935 w Wilnie, zm. 13 stycznia 2012 w Warszawie) – polski dziennikarz i publicysta.

## Życiorys
Urodził się w żydowskiej rodzinie Andrzeja Fejgina (1909–1994), od 1940 Andrzeja Wróblewskiego, dziennikarza, krytyka teatralnego, i Wandy Feyn z Piotrowiczów (1911–1997), od 1940 Wandy Wróblewskiej, reżyserki, założycielki i dyrektorki Teatru Ziemi Mazowieckiej. Podczas okupacji niemieckiej ukrywali się pod przybranym nazwiskiem Wróblewscy, a rodzice będąc w konspiracji pomagali także innym Żydom w ukrywaniu się.
Ukończył studia na Wydziale Filologii Polskiej Uniwersytetu Warszawskiego w 1956. Był członkiem Związku Młodzieży Polskiej. Po dyplomie współpracował z dziennikiem „Sztandar Młodych”, rok później nawiązał współpracę z tygodnikiem „Polityka”, w którym spędził większość zawodowego życia. Cenzura często konfiskowała jego teksty, w Czarnej księdze cenzury, opublikowanej za granicą, jego artykuł jest przytoczony jako jeden z dwóch przykładów wzorcowej konfiskaty tego urzędu.
W radiowej Trójce jako jeden z komentatorów brał udział w przeglądzie wydarzeń tygodnia „Peryskop”. Po porozumieniach gdańskich, w 1981, wspólnie z Danielem Passentem przeprowadził pierwszy wywiad z Lechem Wałęsą dla prasy oficjalnej.
Po wprowadzeniu stanu wojennego na wniosek Jerzego Urbana nie został poddany weryfikacji, jednak wystąpił przeciwko decyzji zespołu redakcyjnego „Polityki” i odszedł z tego tygodnika.
W latach 1984–1989 pracował dla miesięcznika „Zarządzanie”, a także był redaktorem naczelnym tygodnika „Gazeta Bankowa”, potem dziennika „Nowa Europa”. Po 1990 prowadził autorski program publicystyczny w I Programie TVP pod nazwą „Kontrapunkt”. W 1996 wrócił do „Polityki” na stanowisko komentatora.
W 2004, gdy wycofał się z czynnego życia zawodowego i społecznego, został nazwany „legendarną postacią polskiej publicystyki”.
Trzykrotnie był stypendystą w Stanach Zjednoczonych: w 1972 stypendium Fulbrighta, w 1982 – roczne stypendium Nieman Fellow na Uniwersytecie Harvarda i w 1989 półroczne stypendium Woodrowa Wilsona w Waszyngtonie.
Mąż dziennikarki Agnieszki Marii z Barlińskich (1933–2024), ojciec Tomasza, który także jest dziennikarzem.
Zmarł w Warszawie, pochowany 20 stycznia 2012 na cmentarzu Wojskowym na Powązkach (kwatera B 43-3-23).

## Dorobek
Reporterski dorobek Andrzeja K. Wróblewskiego znalazł się także w wydaniach książkowych, m.in.:
- Niedziela w sobotę – wyd. „Książka i Wiedza” 1964 rok,
- Złote ręce – wyd. „Czytelnik” 1966,
- Na głębsze wody – wyd. „Czytelnik” 1975,
- Trudno zmienić skórę – Wydawnictwo Literackie 1978,
- Historia parzy w stopy – Młodzieżowa Agencja Wydawnicza 1982,
- W jaskini lwa – Zarządzanie i Bankowość – 1989,
- Polska na kółkach wyd. „Iskry” 1989.

Cztery książki napisał wspólnie z żoną Agnieszką Wróblewską:
- Chłopi-robotnicy – „Ludowa Spółdzielnia Wydawnicza” 1962,
- Wypłata za rozum wyd. „Iskry” – 1965
- Dyplom w herbie – wyd. „Czytelnik” 1972
- Zgoda na wyjazd – wyd. „Iskry” 1989

Był autorem scenariusza do filmu fabularnego Rdza w reżyserii Romana Załuskiego (1981) i filmu dokumentalnego – Powiatowy Prometeusz (1968) zrealizowanego przez Wincentego Ronisza. W latach 60. i 70. XX w. pisał komentarze do kronik filmowych i filmów dokumentalnych.
W 2002 na łamach „Polityki” opublikował tekst „Ołów w butach”, w którym opisuje życie człowieka dotkniętego chorobą Parkinsona.

## Nagrody
- III nagroda w Ogólnopolskim Konkursie na reportaż prasowy o tematyce związanej z budową Portu Północnego (1974)[21]